# Tres Cruces (Montevideo)
Tres Cruces es uno de los 62 barrios oficialmente reconocidos de Montevideo (Uruguay). El nombre de la zona se debe, según Isidoro de María, a «“las Tres Cruces de Madera”» que señalaron, a principios del siglo XVIII, el sitio donde fueran asesinadas tres personas.[cita requerida]

En esa época, el territorio era denominado «Banda Oriental», y pertenecía al Virreinato del Río de la Plata. 
Dividido entre los Municipios B y CH, se trata de un área estratégica de la ciudad, con núcleo en la intersección de tres grandes arterias viales: las avenidas 18 de Julio y 8 de Octubre y el bulevar Artigas; siendo además, punto de partida de la avenida Italia. En el barrio se emplaza la Terminal Tres Cruces, principal terminal de autobuses de larga distancia del país.

## Historia
En 1813 se celebró el «Congreso de Tres Cruces» –también llamado «Congreso de Abril»–, en cuyo curso José Gervasio Artigas emitió las Instrucciones del año XIII.
 
En la primera mitad del siglo XIX en la zona en la que actualmente se emplaza el barrio se instalaron varios saladeros. Hacia la década de 1860 ya existía el denominado «Pueblo Tres Cruces» que se extendía hasta la actual intersección de las avenidas 8 de Octubre y Garibaldi en el barrio La Blanqueada. En 1868 se estableció la Plaza de Frutos de las Tres Cruces.

## Sitios de interés

### Monumentos y arquitectura
- Santuario Nacional del Cristo Resucitado

- Cruz del Papa
- Capilla de Nuestra Señora de la Caridad del Buen Pastor,
- Shopping Terminal de Tres Cruces
- Torre Congreso
- Hospital Italiano
- Obelisco de la reunificación Italiana
- Monumento Nunca Mas
- Monumento a Fructuoso Rivera
- Palomar de Cavia

### Parques y plazas

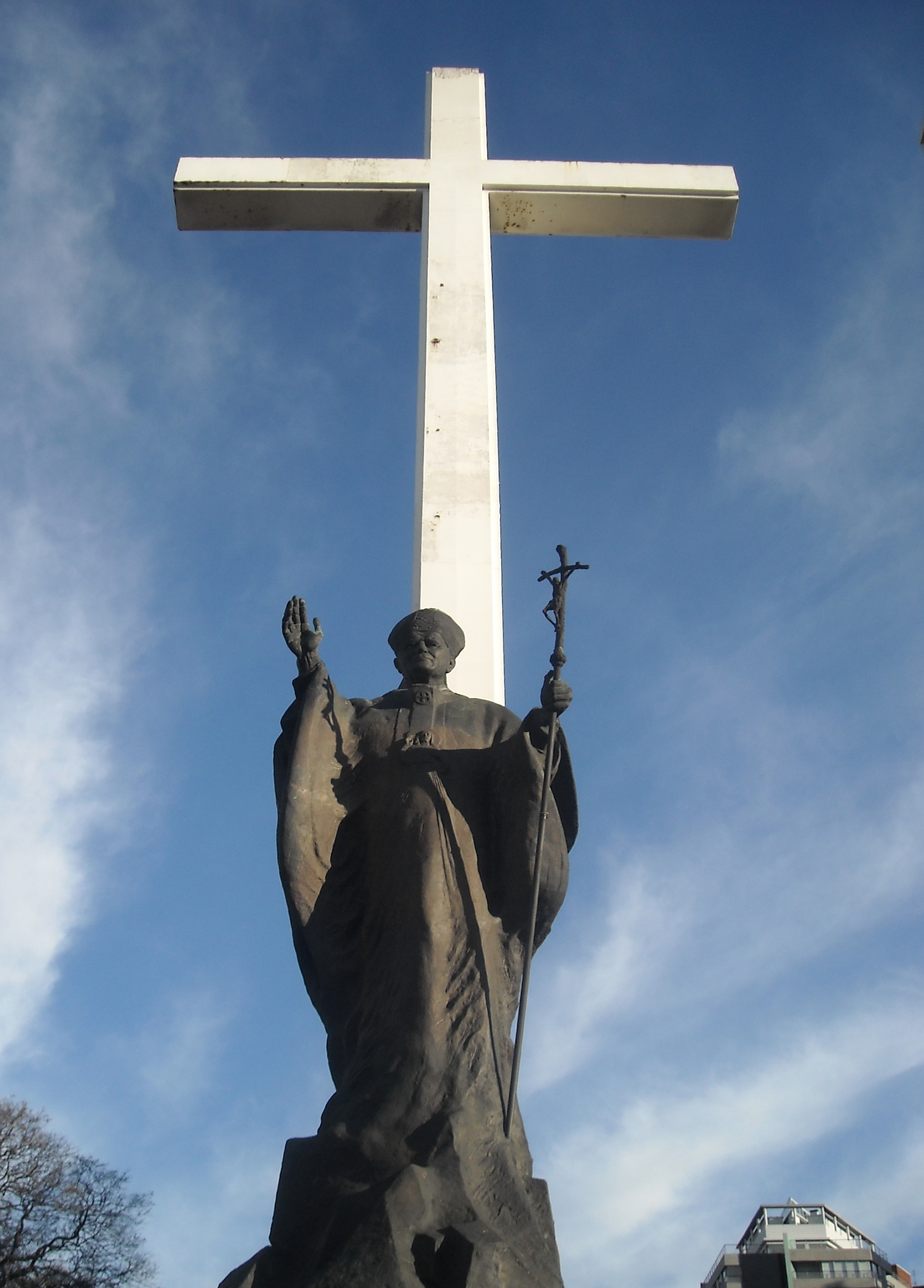
Cruz y estatua de Juan Pablo II

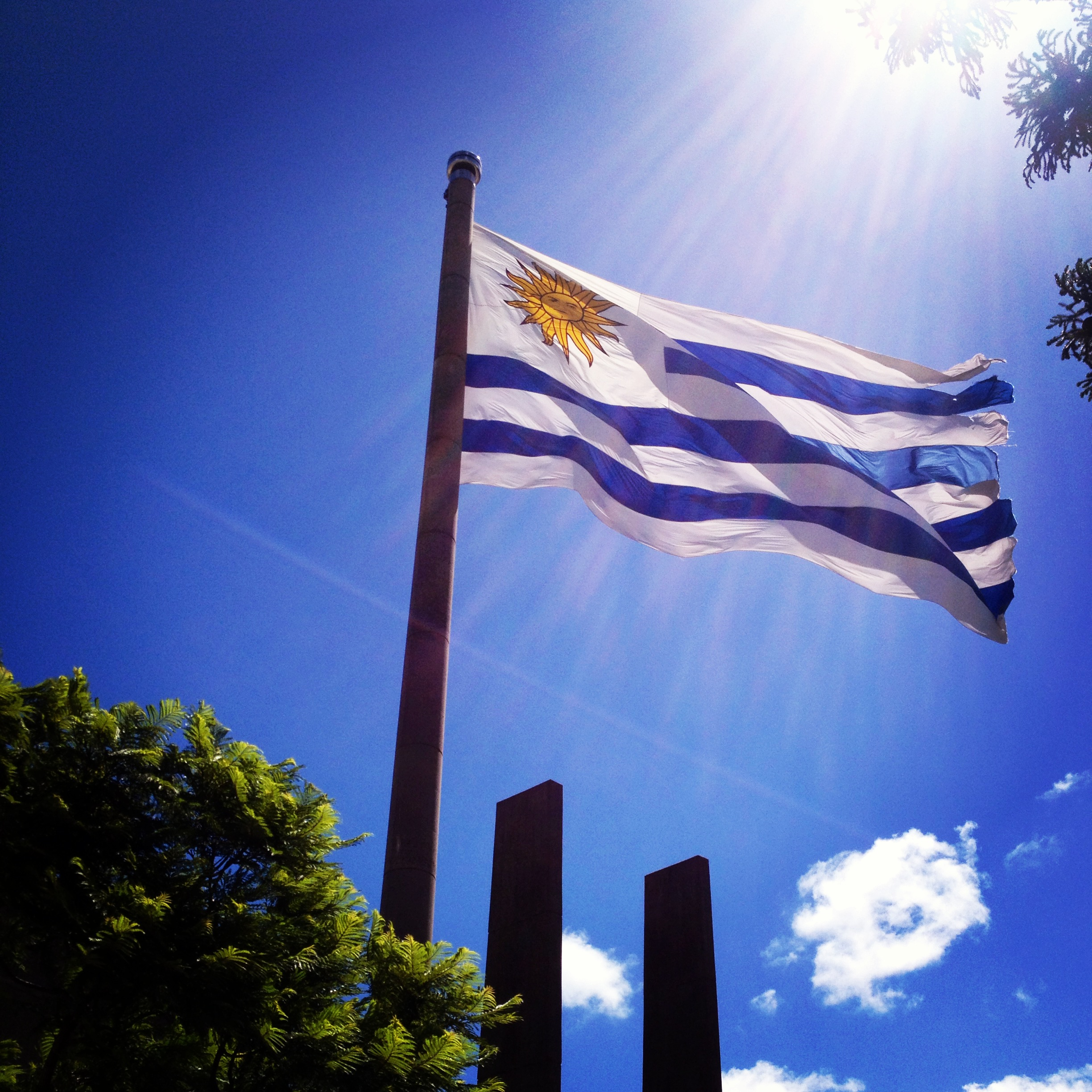
Monumento a la Bandera.

- Plaza de la Democracia
- Plaza de los Rotarios

Palomar de Cavia